# Tarcisio Carboni
Tarcisio Carboni (vollständiger Name Francesco Tarcisio Carboni; * 9. September 1923 in Ortezzano; † 20. November 1995 in Recanati) war ein italienischer Geistlicher und Bischof von Macerata.

## Leben
Er empfing am 29. Juni 1947 das Sakrament der Priesterweihe. Tarcisio Carboni war erster Pfarrer von Porto Sant’Elpidio und danach fast zehn Jahre lang Missionar in Brasilien.
Am 11. Februar 1976 wurde er zum Bischof von Macerata e Tolentino, von Recanati und von Treia ernannt. Die Bischofsweihe spendete ihm am 20. März desselben Jahres der Koadjutor des Erzbistums Fermo, Erzbischof Cleto Bellucci; Mitkonsekratoren waren der Erzbischof von Fermo Norberto Perini und Marcello Morgante, Bischof von Ascoli Piceno.
Tarcisio Carboni starb am 20. November 1995 bei einem Autounfall, als er auf dem Weg zur Italienischen Bischofskonferenz war. Er wurde nach der Trauerfeier in der Kathedrale von Macerata, die Kardinal Ersilio Tonini hielt, dort beigesetzt.

## Wirken
Tarcisio Carboni betrieb das Heiligsprechungsverfahren für den China-Missionar Matteo Ricci. Papst Johannes Paul II. unterstützte ihn durch ein Schreiben vom 13. September 1982 hierbei.